# Liste der Bischöfe von Sora
Die folgenden Personen waren Bischöfe von Sora (Italien):

## Bischöfe von Sora
- Heiliger Amasio ? (337–355)
- Johannes I. (491–496)
- Sebastian (501–504)
- Valeriano (680)
- Leo I. (979)
- Leo II. (1050–?)
- Palombo (1059–1073)
- Giovanni Ostiense (1073–1086)
- Roffred (1090)
- Goffred ? (1110)
- Landolfo (1162)
- Konrad I. von Wittelsbach (1167) (Kardinal)
- Bernard (1174–1186)
- Pandulfo (1211)
- Gionata ? (1221)
- Guido (1238)
- Pietro Gaetani (1252)
- M. Luca (1253)
- Pietro Guerra (1267–1278)
- Andrea Perro (1279)
- Nicola (1295)
- Andrea Masarone (1296–1322)
- Giacomo (1323)
- Benedikt ? (1348)
- Francesco ? (1348)
- Angelo de Ricasoli (1355–1357)
- Andrea (1358–1364)
- Martino (1364–1378)
- Pietro Corsario (1378–1397)
- Cola Francesco (1397–1399)
- Giacomo D'Antiochia (1399–1420)
- Antonio De Porziano (1404)
- Giovanni da Montenegro (1425–1432)
- Antonio Novelli (1433–1464)
- Pietro Caccianti (1457)
- Angelo Lupi (1464–1471)
- Giacomo de Lavis (1471)
- Pietro De Lavis ? (1472–1486?)
- Pietro Lupi (1486? – 1503)
- Matteo Mancini (1503–1505)
- Giacomo de Massimi (1505–1511)
- Bernardo Ruggieri (1511–1521)
- Ferdinando Ulmo (1521–1530)
- Adriano Mascheroni (1530–1531)
- Bartolomeo Ferratini (1531–1533)
- Alexander Kardinal Farnese (19. Januar bis 8. Juni 1534)
- Eliseo Teodino (1534–1561)
- Tommaso Gigli (1561–1577)
- Giovanbattista Maremonti (1577–1588)
- Orazio Ciceroni (1578–1591)
- Marco Antonio Salomone (1591–1608)
- Giulio Calvo (1608)
- Michele Consoli (1609)
- Girolamo Giovannelli (1609–1632)
- Paolo Benzoni (1632–1637)
- Felice Tamburrelli (1638–1656)
- Agostino De Bellis (1657–1659)
- Maurizio Piccardi (1659–1675)
- Marco Antonio Pisanelli (1675–1680)
- Tommaso Guzoni (1681–1702)
- Matteo Gagliani (1703–1717)
- Gabriele De Marchis (1718–1734)
- Scipione Sersale (1735–1744)
- Nicolò Cioffi (1744–1748)
- Antonio Correale (1748–1764)
- Tommaso Taglialatela (1765–1767)
- Giuseppe Maria Sisto y Britto (1768–1796)
- Agostino Colaianni (1797–1814)

## Bischöfe von Aquino, Sora und Pontecarvo
- Andrea Lucibello (1819–1836)
- Giuseppe Maria Mazzetti OCarm (1836–1837)
- Giuseppe Montieri (1838–1862)
  - Ignazio Carnevale (bis 1865) (Kapitularvikar)
  - Francesco Maria Renzi (bis 1872) (Kapitularvikar)
- Paolo de Niquesa (1872–1879)
- Ignatio Camillo Guglielmo Maria Pietro Persico OFMCap (1879–1887)
- Raffaele Sirolli (1887–1899)
- Luciano Bucci (1899–1900)
- Antonio Maria Jannotta (1900–1933)
- Agostino Mancinelli (1933–1936) (dann Erzbischof von Benevent)
- Michele Fontevecchia (1936–1952)
- Biagio Musto (1952–1971)
- Carlo Minchiatti (1971–1982) (dann Erzbischof von Benevent)
- Lorenzo Chiarinelli (1983–1986)

## Bischöfe von Sora-Aquino-Pontecorvo
- Lorenzo Chiarinelli (30. September 1986–1993) (dann Bischof von Aversa)
- Luca Brandolini CM (1993–2009)
- Filippo Iannone OCarm (2009–2012) (dann Vizegerent und Weihbischof im Bistum Rom)
- Gerardo Antonazzo (2013–2014)

## Bischof von Sora-Cassino-Aquino-Pontecorvo
- Gerado Antonazzo (seit 23. Oktober 2014)